# 恋のシュビドゥバ
「恋のシュビドゥバ」（こいのシュビドゥバ）は、2004年2月4日にスターチャイルドよりリリースされた小倉優子のメジャーデビューシングル。
品番はKICM-91095（初回盤DVD付き）、KICM-1095（通常盤）。

## タイアップ
恋のシュビドゥバ
- 文化放送『小倉優子のRADIOトゥルー・ラブストーリー ウキウキりんこだプー!』主題歌。
- 京楽産業パチンコ機「CRぱちんこアバンギャルド」。

胸のRingtone.....
- フォーサイド・ドット・コムCMソング。

## 収録曲

### ディスク1
1. 恋のシュビドゥバ
2. 胸のRingtone.....
3. 恋のシュビドゥバ (off vocal version)
4. 胸のRingtone..... (off vocal version)

### ディスク2
1. 恋のシュビドゥバ (プロモーションビデオ)